# Harold Tejada
Harold Tejada é um ciclista profissional colombiano, nascido a 27 de abril de 1997 em Pitalito, Huila. Actualmente corre para a equipa cazaque Astana Pro Team de categoria UCI WorldTeam.

## Trajectória
Estreiou como profissional com a equipa Orgullo Paisa, em seus inícios este ciclista laboyano desenvolveu uma destacada participação na Volta à Juventude e em outras carreiras do calendário nacional. Mais adiante o huilense, quem achou em Antioquia apoio para sair adiante em seu desporto como ciclista conseguiu em Villavicencio sua vitória mais destacada até momento, conseguindo se impor a medalha de ouro no Campeonato Nacional de Estrada sub-23 nas provas de contrarrelógio e rota.

## Palmarés

### Estrada
2013
- 2.º no Campeonato da Colômbia Contrarrelógio Junior

2014
- 1 etapa da Volta de l'Avenir

2019
- Campeonato da Colômbia Contrarrelógio sub-23
- Campeonato da Colômbia de Ciclismo em Estrada sub-23
- 1 etapa do Tour de l'Avenir

### Pista
2015
- Campeonato Panamericano de Ciclismo
  - Medalha de Ouro em Perseguição por Equipas Júnior 
  - Medalha de Prata em Omnium Júnior

## Equipas
- Orgullo Paisa (2016)
- EPM (2017-2018)
- Team Medellín[4][5] (2019)
- Astana Pro Team (2020-)